# استار میوزیک
استار میوزیک (انگلیسی: Star Music) شرکت رسانه‌ای فیلیپینی است، که در سال ۱۹۹۵ تأسیس شد.